# Casorezzo
Casorezzo település Olaszországban, Lombardia régióban, Milánó megyében. Lakosainak száma 5549 fő (2023. január 1.). Casorezzo Arluno, Busto Garolfo, Inveruno, Ossona és Parabiago községekkel határos.

## Népesség
A település népességének változása:
| Lakosok száma | 5445 | 5467 | 5454 | 5549 |
|               | 2013 | 2017 | 2018 | 2023 |